# モンティエーリ
モンティエーリ（伊: Montieri）は、イタリア共和国トスカーナ州グロッセート県にある、人口約1,200人の基礎自治体（コムーネ）。

## 地理

### 位置・広がり

#### 隣接コムーネ
隣接するコムーネは以下の通り。括弧内のPIはピサ県、SIはシエーナ県所属を示す。
- カステルヌオーヴォ・ディ・ヴァル・ディ・チェーチナ (PI)
- キウズディーノ (SI)
- マッサ・マリッティマ
- モンテロトンド・マリッティモ
- ラディコンドリ (SI)
- ロッカストラーダ

### 気候分類・地震分類
モンティエーリにおけるイタリアの気候分類 (it) および度日は、zona E, 2500 GGである。
また、イタリアの地震リスク階級 (it) では、zona 3 (sismicità bassa) に分類される。

## 行政

### 分離集落
モンティエーリには、以下の分離集落（フラツィオーネ）がある。
- Boccheggiano, Gerfalco, Travale